# Spermophilus pallidicauda
Spermophilus pallidicauda — вид ссавців з родини вивіркових.

## Морфологічна характеристика
Голова й тулуб завдовжки 198–233, хвіст 35–53 мм. Вид відносно невеликий. Колір спини від дуже блідо- до рожево-піщано-жовтого, хвіст суцільно солом'яно-жовтий, за винятком центру верхньої частини, яка іржаво-червона. Від вібрисів білястої мордочки по щоках до вух стікає невиразна біла лінія, повіки теж білі, під кожним оком — іржаво-червона пляма. Живіт і лапи білі з дуже легким піщаним відтінком. Влітку волосяний покрив стає більше піщано-жовтим.

## Середовище проживання
Цей вид проживає в Монголії та Китаї (в провінціях Внутрішня Монголія, Ганьсу). Населяє луки.

## Спосіб життя
Живе колоніями і веде денний спосіб життя.

## Охорона
Невідомо, чи вид живе на заповідних територіях.